# Eduard von Steiger

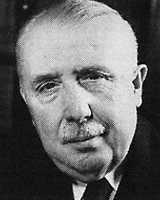
Eduard von Steiger

Eduard von Steiger (ur. 2 lipca 1881, zm. 10 lutego 1962) – szwajcarski polityk, członek Rady Związkowej od 10 grudnia 1940 do 9 listopada 1951. Kierował departamentem sprawiedliwości i policji (1941-1951). Był członkiem Partii Rolników, Kupców i Niezależnych (późniejszej Szwajcarskiej Partii Ludowej).
Pełnił także funkcje wiceprezydenta (1944, 1950) i prezydenta (1945, 1951) Konfederacji.